# Третій світ

Зелені країни зазвичай визначаються як країни третього світу

Термін «країни третього світу» — це політичний термін від часів «холодної війни» на позначення тих країн, які не належать до західного світу або східного блоку. Більшість з них були біднішими країнами, які іноді називають країнами, що розвиваються.
Вираз «перший світ» і «другий світ», проте, на відміну від «третього світу», ніколи не використовується. Натомість люди говорять про країни або «західного світу» (перший світ) і східний блок — східні держави або реально-соціалістичні держави (другий світ).

## Походження терміна
Цей термін був вперше використаний у 1952 році французьким економістом Альфредом Совієм (1898—1990). На час конференції в Бандунзі в 1955 році люди почали говорити про третій світ. У третьому світі багато країн спочатку належали до Африки, Азії та Південної Америки.
Ідею «трьох світів» запропонував журналіст Альфред Сові (1898—1990) у статті «Три світи, одна планета» в журналі «Обсерватер» 1952 року вдавшись до аналогії з терміном «третій стан», що його впровадив французький революціонер Еммануель-Жозеф Сієс [Sieyès] (1748—1836) у памфлеті «Що таке третій стан?» [Qu'est-ce que le tiers état?] 1789 року, Сові уподібнював капіталістичний світ шляхті, комуністичний світ — духовенству, а решту країн, які не входили до жодного блоку, — третьому стану. Попри метафоричність цього уподібнення, Сові цілком серйозно ставився до аналогії між роллю «третього стану» та «третього світу». Перефразовуючи знаменитий вислів абата Сієса, він писав наприкінці статті: «Тому, урешті-решт, цей третій світ, забутий, експлуатований і зневажений, як третій стан, також захоче стати чимось». Із падінням Берлінської стіни термін утратив свій первісний сенс, бо «другий світ» припинив існування, але його продовжують уживати для позначення слаборозвинених країн. Як продовження метафори 1960 року виник термін «четвертий світ», що вказував на частку населення заможних країн, яка живе нижче рівня бідності. Його автори стверджували, що за старого режиму у Франції, крім трьох станів, представлених у Генеральних штатах, існував четвертий, досі непомічений знедолений стан батраків, калік і тубільців.

### «Третій світ»
- Самір Амін. Бідність, зубожіння та нагромадження капіталу у світі (2003) [Архівовано 6 грудня 2013 у Wayback Machine.]
- Татьяна Ворожейкина. Новое восстание масс. СССР на пороге третьего мира (1990) [Архівовано 29 січня 2021 у Wayback Machine.](рос.)
- Ерік Гобсбаум. «Третій світ» (1994) [Архівовано 25 грудня 2014 у Wayback Machine.]
- Ерік Гобсбаум. «Третій світ» і революція (1994) [Архівовано 25 грудня 2014 у Wayback Machine.]
- Оксана Мяло. «Третій світ» і «нові ліві» у Франції (1975) [Архівовано 4 липня 2019 у Wayback Machine.]
- Іван Соколовський. Росія і «World Music» (1994) [Архівовано 19 вересня 2016 у Wayback Machine.]
- Андрей Фадин. Третий Рим в третьем мире. Размышления на руинах империи (1991) [Архівовано 7 червня 2020 у Wayback Machine.](рос.)
- Нигерия: как живут элита, хипстеры и «средний класс» (2010) [Архівовано 20 травня 2015 у Wayback Machine.](рос.)
- Robert D. Kaplan, «The Balkans: Europe's Third World» (1989) [Архівовано 1 жовтня 2016 у Wayback Machine.](англ.)
- First, second and third worlds [Архівовано 18 травня 2016 у Wayback Machine.](англ.)

### «Третій світ» і Україна
- Без финансирования медицинских исследований Украина рискует стать страной «третьего мира» (2016) [Архівовано 30 липня 2016 у Wayback Machine.](рос.)
- Алексей Блюминов. Иностранные инвестиции — путевка в «третий мир» (2012) [Архівовано 31 липня 2016 у Wayback Machine.](рос.)
- Володимир Вітковський. Україна: третє тисячоліття – у «третьому світі»? (2000) [Архівовано 6 травня 2020 у Wayback Machine.]
- Володимир Вітковський. Україна: «третій світ» або «третій стан»?.. (2002) [Архівовано 5 серпня 2020 у Wayback Machine.]
- Алла Дубровик-Рохова. Україна сьогодні — це Перу 1979-го: інтерв'ю з Еріком Райнертом (2016) [Архівовано 21 жовтня 2016 у Wayback Machine.]
- Анрій Кемаль. У пошуках справжнього ринку (2016) [Архівовано 16 серпня 2016 у Wayback Machine.]
- Дмитрий Королёв. Они нас уже обогнали (2016) [Архівовано 26 серпня 2016 у Wayback Machine.](рос.)
- Дмитрий Королёв. От безвиза — к безлюду и беспенсу (2017) [Архівовано 4 липня 2019 у Wayback Machine.](рос.)
- Наталья Малкина. Украинцы попали в список беднейших народов мира (2012) [Архівовано 20 серпня 2016 у Wayback Machine.](рос.)
- Микола Малуха. Світові рейтинги свідчать: Україна — відстала держава «третього світу» (2011)
- Андрей Манчук. В белом гетто (2016) [Архівовано 31 липня 2016 у Wayback Machine.](рос.)
- Олександр Струченков. Динаміка бідності в Україні (2016) [Архівовано 20 вересня 2016 у Wayback Machine.]
- Роман Тиса. Експрес Київ—Кіншаса (2018) [Архівовано 4 липня 2019 у Wayback Machine.]
- Роман Тиса. За порогом «третього світу» (2021) [Архівовано 21 квітня 2021 у Wayback Machine.]
- Украину признали страной третьего мира (2012) [Архівовано 7 серпня 2016 у Wayback Machine.](рос.)
- Дмитро Фіонік. Чому Україна — країна третього світу (2011)
- Максим Швейц. Украина «третьего мира» (2013) [Архівовано 15 серпня 2016 у Wayback Machine.](рос.)